# Apaseo el Alto, Apaseo el Alto
Apaseo el Alto är en kommunhuvudort i Mexiko.   Den ligger i kommunen Apaseo el Alto och delstaten Guanajuato, i den centrala delen av landet, 190 km nordväst om huvudstaden Mexico City. Apaseo el Alto ligger 1 877 meter över havet och antalet invånare är 25 577.
Terrängen runt Apaseo el Alto är platt åt nordost, men åt sydväst är den kuperad. Runt Apaseo el Alto är det ganska tätbefolkat, med 207 invånare per kvadratkilometer. Apaseo el Alto är det största samhället i trakten. Trakten runt Apaseo el Alto består till största delen av jordbruksmark.